# Chozeau
Chozeau est une commune française située dans le département de l'Isère, en région Auvergne-Rhône-Alpes. Elle fait partie de l'aire urbaine de Lyon,
Historiquement et géologiquement, la commune fait partie de l'Isle-Crémieu et ses habitants sont appelés les Chozoyards et Chozoyardes.

## Géographie

### Situation et description
La commune est composée d'un bourg et de trois hameaux, Boirieu, Coriau et Poisieu. Le village est desservi par la D75 le reliant à Crémieu et, via la RN6 ou l'A43, à Lyon, ainsi que par la D18 le reliant dans un sens à l'agglomération de L'Isle-d'Abeau et à Bourgoin-Jallieu, et dans l'autre sens à l'agglomération de Pont-de-Cheruy. Le village a une superficie de 803 hectares comprenant environ 2/3 de collines boisées, et son point le plus haut est le mont Charguai qui culmine à 410 mètres.

### Climat
Pour des articles plus généraux, voir Climat d'Auvergne-Rhône-Alpes et Climat de l'Isère.
En 2010, le climat de la commune est de type climat des marges montargnardes, selon une étude du Centre national de la recherche scientifique s'appuyant sur une série de données couvrant la période 1971-2000. En 2020, Météo-France publie une typologie des climats de la France métropolitaine dans laquelle la commune est exposée à un climat de montagne ou de marges de montagne et est dans une zone de transition entre les régions climatiques « Bourgogne, vallée de la Saône » et « Moyenne vallée du Rhône ». 
Pour la période 1971-2000, la température annuelle moyenne est de 11,8 °C, avec une amplitude thermique annuelle de 17,7 °C. Le cumul annuel moyen de précipitations est de 1 028 mm, avec 10,9 jours de précipitations en janvier et 6,9 jours en juillet. Pour la période 1991-2020, la température moyenne annuelle observée sur la station météorologique de Météo-France la plus proche, « Lyon-Saint-Exupery », sur la commune de Colombier-Saugnieu à 8 km à vol d'oiseau, est de 12,8 °C et le cumul annuel moyen de précipitations est de 862,5 mm,. Pour l'avenir, les paramètres climatiques de la commune estimés pour 2050 selon différents scénarios d'émission de gaz à effet de serre sont consultables sur un site dédié publié par Météo-France en novembre 2022.

### Hydrographie
Son système hydrographique est particulier puisque d'après l'agence de bassin, aucun cours d'eau ne coule à Chozeau. En fait, on note deux petits ruisseaux qui se perdent dans la masse sédimentaire. Le plus petit est un fossé qui joint la station de lagunage à la mare en limite nord par "le plâtre".
Le deuxième, le Rual de Poisieu est plus intéressant puisqu'il suit l'affleurement de la roche, apparait, s'étend et disparait a deux reprises. Il est alimenté par l'étang de Chalignieu, lui-même alimenté par la masse d'eau « Calcaires jurassiques et moraines de l'ile crémieu » qui appartient à la région naturelle du Jura. Il traverse le nord ouest de la commune et se perd définitivement au-delà de Porcherieu. Il se perd une première fois dans le haut de Poisieu puis réapparait  au lavoir et à l'étang. Il a dû alimenter un moulin comme en témoigne un reste de bief à l'intersection des rues Cote blanche et Michalet. Il traverse une mare à la ferme du Chêne puis une prairie avec un système de ruisseaux très particulier qui draine d'autres sources affleurant ici sur la roche que l'on observe jusqu'à la rue de Bulatière. Il alimente alors une dernière petite mare récente pour aller se perdre dans la plaine alluviale.

## Urbanisme

### Typologie
Au 1er janvier 2024, Chozeau est catégorisée bourg rural, selon la nouvelle grille communale de densité à sept niveaux définie par l'Insee en 2022.
Elle est située hors unité urbaine. Par ailleurs la commune fait partie de l'aire d'attraction de Lyon, dont elle est une commune de la couronne,. Cette aire, qui regroupe 397 communes, est catégorisée dans les aires de 700 000 habitants ou plus (hors Paris),.

### Occupation des sols
L'occupation des sols de la commune, telle qu'elle ressort de la base de données européenne d’occupation biophysique des sols Corine Land Cover (CLC), est marquée par l'importance des territoires agricoles (63,7 % en 2018), en diminution par rapport à 1990 (64,9 %). La répartition détaillée en 2018 est la suivante : 
terres arables (33,2 %), zones agricoles hétérogènes (30,5 %), forêts (26,8 %), zones urbanisées (9,4 %). L'évolution de l’occupation des sols de la commune et de ses infrastructures peut être observée sur les différentes représentations cartographiques du territoire : la carte de Cassini (XVIIIe siècle), la carte d'état-major (1820-1866) et les cartes ou photos aériennes de l'IGN pour la période actuelle (1950 à aujourd'hui).

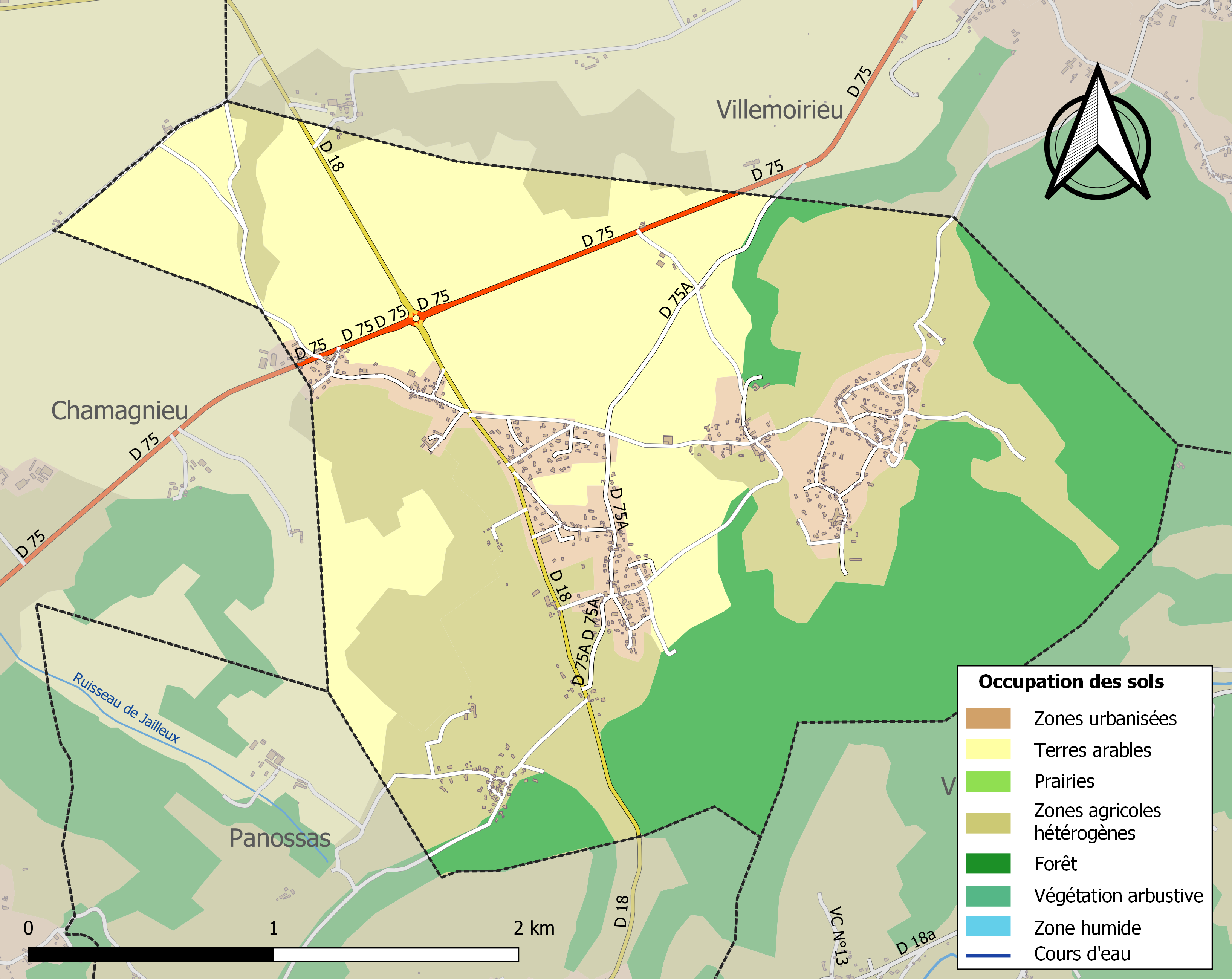
Carte des infrastructures et de l'occupation des sols de la commune en 2018 (CLC).

### Risques naturels et technologiques

#### Risques sismiques
L'ensemble du territoire de la commune de Chozeau est situé en zone de sismicité n°3 (sur une échelle de 1 à 5), comme la plupart des communes de son secteur géographique.
| Type de zone | Niveau            | Définitions (bâtiment à risque normal) |
| ------------ | ----------------- | -------------------------------------- |
| Zone 3       | Sismicité modérée | accélération = 1,1 m/s2                |

## Histoire

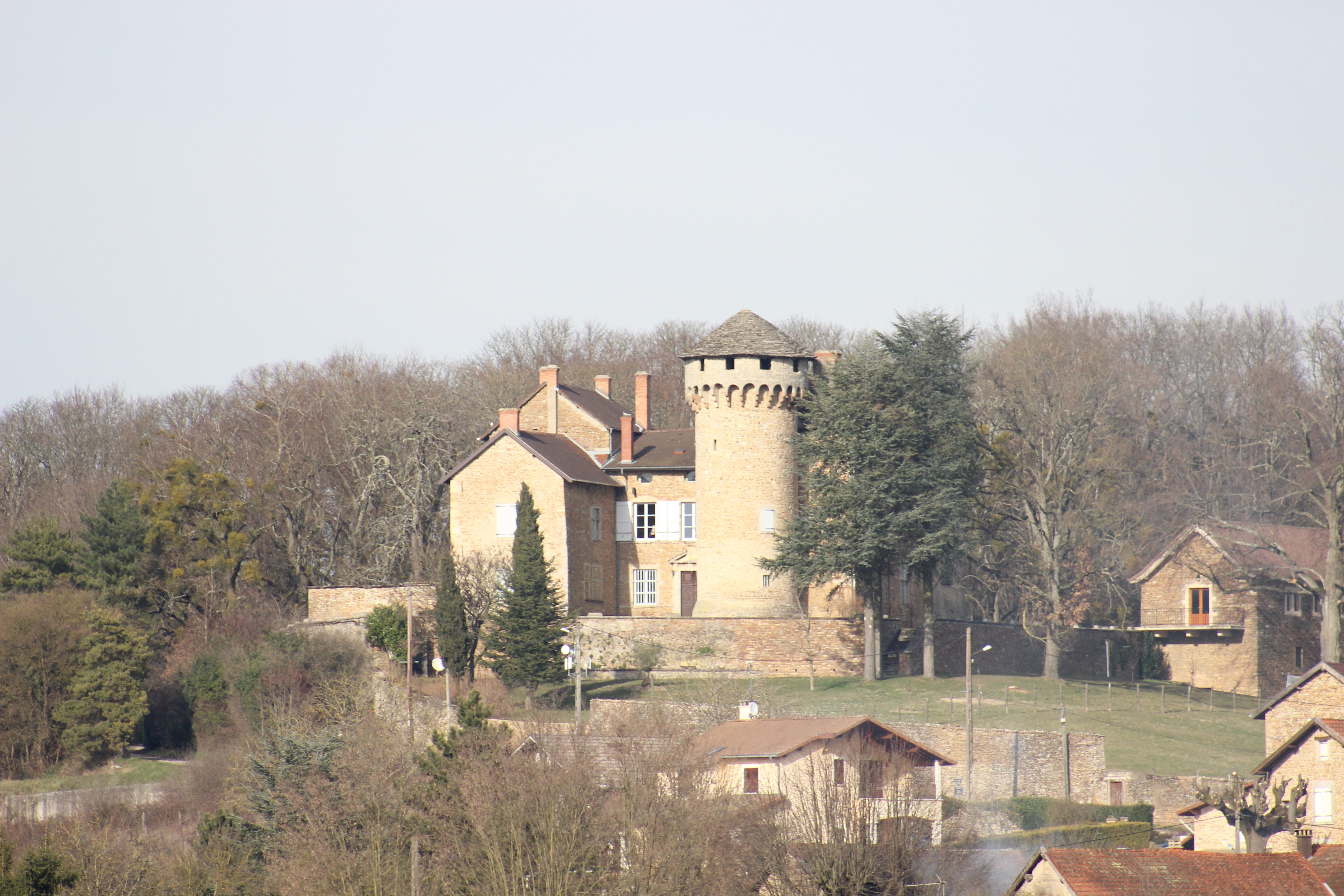
Le château de Poizieu.

### Préhistoire et Antiquité
L'occupation du site dès le néolithique est attesté par la présence de la Chaise du seigneur (pierre à cupule, voir ci-dessous).
À l'époque romaine, une voie montant à Panossas et se dirigeant vers Bourgoin reprenait le tracé de l'actuelle D18. Une autre reliait la villa de Chamagnieu (stade de football) à celle de St Romain. Des épandages de tegulae (tuiles d'époque romaine) suggèrent la présence de petits bâtiments (abris, étables) sous la ferme du Loup et en d'autres endroits. L'étang de Chalignieu, de par sa terminaison en « ieu » révèle l'existence d'un domaine romain, au même titre que Poizieu, Boirieu, ou même Quincieu et Bourcieu juste à l'exterieur des limites de la commune.

### Moyen-Âge
Depuis le Moyen Âge, Chozeau a vu la construction de maisons fortes, châteaux ainsi que d'un bâtiment templier dépendant de la maison du temple de Montiracle (Villemoirieu, attestée en 1317), associé à d'autres dépendances du Petit Meyzieu (rue templier pinusas). À 300 m est-sud-est du Lavoir de Poizieu, sous le sentier de petite randonnée subsiste un talus circulaire témoignant d'une occupation passée.
L'étang du lavoir et quelques restes de biefs témoignent d'un ou deux moulins qui devaient alimenter les nombreux fours à pain de Poizieu.

### Époque contemporaine
En octobre 2009, une soirée néonazie est organisée à Chozeau, en Isère. Alors que le maire ignorait qu'il s'agissait d'un groupuscule néonazi, 150 partisans s'y étaient réunis.

## Toponymie
Le hameau de Coriau semble tirer  son nom de la baie de l'églantier en vieux lyonnais. L'orthographe des cartes d'état major est Corioz.
Le quartier de la Verchère signale un terrain donné en dot.
La Bertaudiere pourrait dériver de berta, pot en terre.
Impasse des 4 vies : du patois 4 via, les 4 chemins. ce qui ramène au carrefour proche, autrefois d'importance similaire au rond-point D75/D18 de tracé récent (voir "cartes d'état major" sur le Géoportail)
Chemin du Plantier : de planti (plantier à Lyon): nom d'une vigne jusqu'à un certain âge
Bois du Berlioz : fait référence à la maison forte du Loup. Le Berlioz en patois dauphinois désigne la colline ou la maison forte qui y est installée. Mot introduit par les mercenaires allemands  appelés à l'aide par l’évêque Isarne contre les Maures : de berglein, petite colline. Un autre auteur parle de Cressonière, lieu où pousse la berle ou ache d´eau (Berula sp.), cresson de	fontaine, latin berula, gaulois berula, celtique *berura, 	ou dérivé du franco-provençal berlo, vieux français berle,	« rejeton, rameau, tige », du gallo-roman verulum. Mais le lieu est une colline et les points d'eau éloignés dont l'eau n'est pas suffisamment renouvelée pour convenir à cette plante.
Le fayet : de fagus, le hêtre. Petit bois de hêtre.
L'uzeliere : déformé de uselière : nids d'oiseaux, venant de us = maison
rivoireta : de rovoria, dit pour roburia, bois de chêne
chemin de la tour : témoigne d'une maison forte disparue.
suffixe -ieu : de -acum, derivant de -aco en gaulois, désigne un lieu. Parfois témoin du don d'un lopin de terre à un légionnaire des armées romaines méritant repartant à la vie civile, et donc de sa villae, il est en fait preuve de l'origine gallo-romaine de l'occupation du lieu.
Une hypothèse sur le nom de la commune le ferait descendre du latin casalem, formé sur casa. Jusqu'au XIIe siècle une grande et riche maison, puis enclos, et surtout ferme, puis plus tardivement masure, maison en ruine. Vu l'ancienneté du peuplement et les nombreuses traces gallo-romaines, la première peut être retenue : une grande et riche maison, à rapprocher de celles de Panossas, Chamagnieu, Saint Romain.
Le bessey : de betula, le bouleau,  latin betula, betulla, bas latin becia, betia, latin vulgaire *betullus, *bettius, gaulois betulla,  betula,

## Politique et administration

### Liste des maires
| Période                                  | Période   | Identité         | Étiquette | Qualité      |
| ---------------------------------------- | --------- | ---------------- | --------- | ------------ |
| mars 19xx                                | mars 1977 | M. Berlioz       |           |              |
| mars 1977                                | mars 1983 | Jean Frizon      |           |              |
| mars 1983                                | mars 1995 | Marcel Bert      |           |              |
| mars 1995                                | mars 2001 | Jean-Louis Dolle |           |              |
| mars 2001                                | mai 2020  | Gilles Desvignes | Sans      | Contremaître |
| mai 2020                                 | En cours  | Richard Arnaud   | Sans      |              |
| Les données manquantes sont à compléter. |           |                  |           |              |

## Population et société

### Démographie
L'évolution du nombre d'habitants est connue à travers les recensements de la population effectués dans la commune depuis 1793. Pour les communes de moins de 10 000 habitants, une enquête de recensement portant sur toute la population est réalisée tous les cinq ans, les populations de référence des années intermédiaires étant quant à elles estimées par interpolation ou extrapolation. Pour la commune, le premier recensement exhaustif entrant dans le cadre du nouveau dispositif a été réalisé en 2006.

En 2022, la commune comptait 998 habitants, en évolution de −4,68 % par rapport à 2016 (Isère : +3,07 %, France hors Mayotte : +2,11 %).
| 1793 | 1800 | 1806 | 1821 | 1831 | 1836 | 1841 | 1846 | 1851 |
| ---- | ---- | ---- | ---- | ---- | ---- | ---- | ---- | ---- |
| 533  | 496  | 516  | 641  | 619  | 581  | 616  | 600  | 576  |

| 1856 | 1861 | 1866 | 1872 | 1876 | 1881 | 1886 | 1891 | 1896 |
| ---- | ---- | ---- | ---- | ---- | ---- | ---- | ---- | ---- |
| 607  | 598  | 609  | 644  | 581  | 541  | 526  | 511  | 486  |

| 1901 | 1906 | 1911 | 1921 | 1926 | 1931 | 1936 | 1946 | 1954 |
| ---- | ---- | ---- | ---- | ---- | ---- | ---- | ---- | ---- |
| 461  | 425  | 406  | 350  | 356  | 345  | 323  | 348  | 309  |

| 1962 | 1968 | 1975 | 1982 | 1990 | 1999 | 2006 | 2011  | 2016  |
| ---- | ---- | ---- | ---- | ---- | ---- | ---- | ----- | ----- |
| 319  | 305  | 427  | 517  | 618  | 813  | 965  | 1 052 | 1 047 |

| 2021  | 2022 | - | - | - | - | - | - | - |
| ----- | ---- | - | - | - | - | - | - | - |
| 1 016 | 998  | - | - | - | - | - | - | - |

### Enseignement
La commune est rattachée à l'académie de Grenoble.

### Médias
Historiquement, le quotidien à grand tirage Le Dauphiné libéré consacre, chaque jour, y compris le dimanche, dans son édition du Nord-Isère, un ou plusieurs articles à l'actualité de la commune, ainsi que des informations sur les éventuelles manifestations locales, les travaux routiers, et autres événements divers à caractère local.
La commune est située sur l'aire de diffusion de radio Ici Isère, une radio publique qui émet sur tout le territoire du département de l'Isère.

### Cultes
La communauté catholique et l'église de Chozeau (propriété de la commune) sont desservies par la paroisse catholique Saint-martin de l'Isle Crémieu (relais de la vallée) qui elle-même est rattachée au diocèse de Grenoble-Vienne.

## Culture locale et patrimoine

### Lieux et monuments
- Le château de Poizieu est une ancienne maison forte postérieure à 1339, date à laquelle le dauphin autorise Guillaume de Saxo à bâtir une maison forte à la Balme ou à Poizieu. Elle est remaniée aux XVIe et XVIIe siècles. Les façades, les toitures et la cheminée de la grande salle du château font l’objet d’une inscription partielle au titre des monuments historiques par arrêté du 18 octobre 1979[28].
  - La Chaise du Seigneur est une pierre erratique portant une taille de meule abandonnée au stade d'ébauche qui se trouve le long du chemin des Plantiers, au lieu-dit la Roche et qui date du Moyen Âge. Elle fait l'objet d'une inscription au titre des monuments historiques par arrêté du 26 novembre 2007[29]. Elle a pu être abandonnée lors de la mort de son tailleur ou lorsque les liaisons commerciales ont amené des meules taillées de meilleure qualité à un prix acceptable. Son inscription est aussi le fait des nombreuses cupules façonnées sur sa face supérieure au néolithique. Une autre pierre à cupule est mentionnée dans la base de la DRAC, sous le nom de la grotte aux renards mais qui n'a pu être identifiée sur les lieux. Par contre une troisième pierre peut être observée en limite du petit Meyzieux à quelques mètres du chemin, proche du sommet de la colline, qui n'a pas été répertoriée.
- L'église paroissiale Saint-Blaise réalisée par l'architecte Hugues Quenin.
- La ferme du Loup.
- La maison forte de Boirieu, du XIVe siècle[30].
- La fontaine, de forme circulaire à bords moulurés, construite en calcaire en 1894 par le fontainier Joseph Dulin[31]. Elle est surplombée par une statue en fonte de Jeanne d'Arc datant de 1874, tenant un étendard devant elle et son heaume à ses pieds[32].

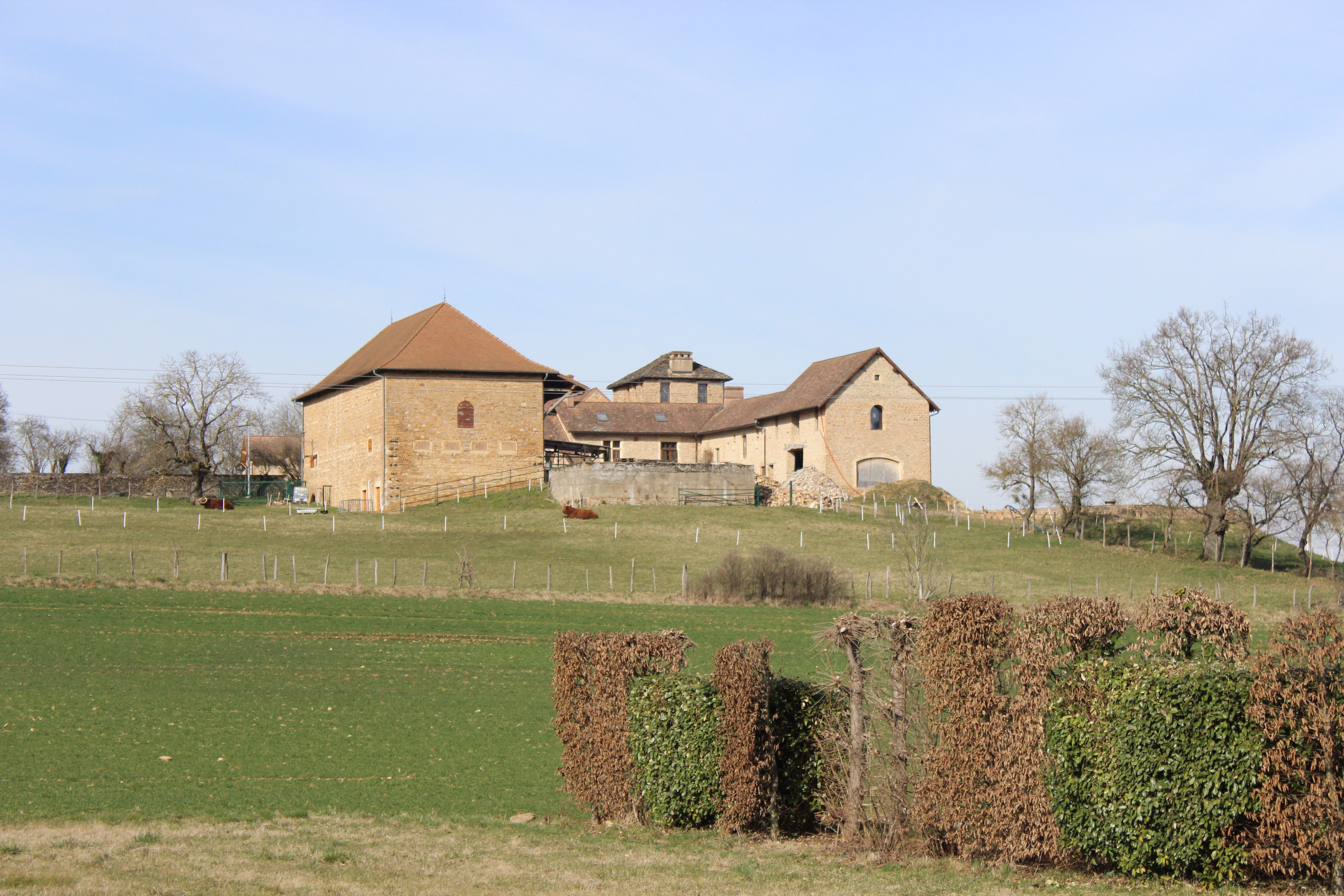
La ferme du Loup.
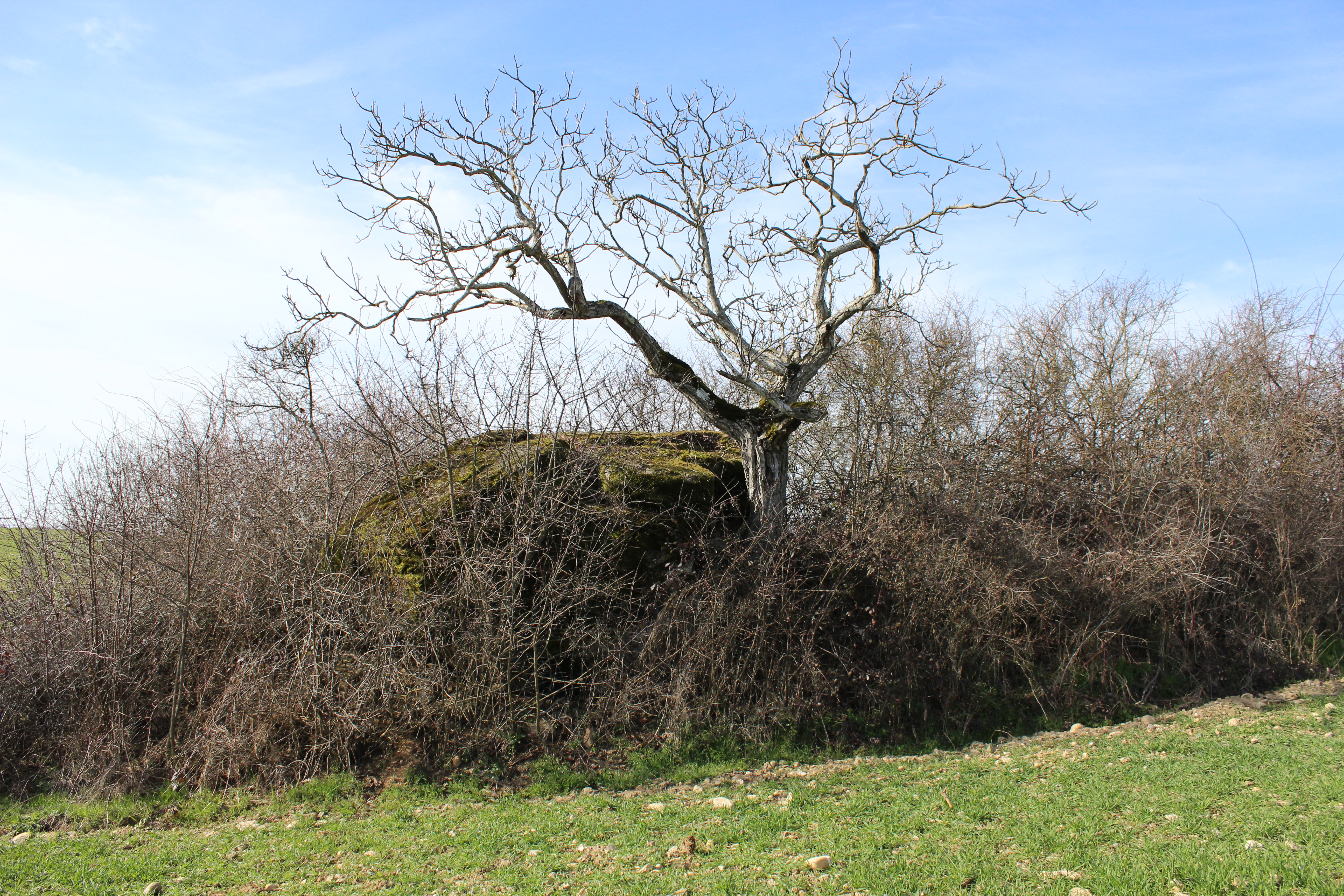
La Chaise du Seigneur.
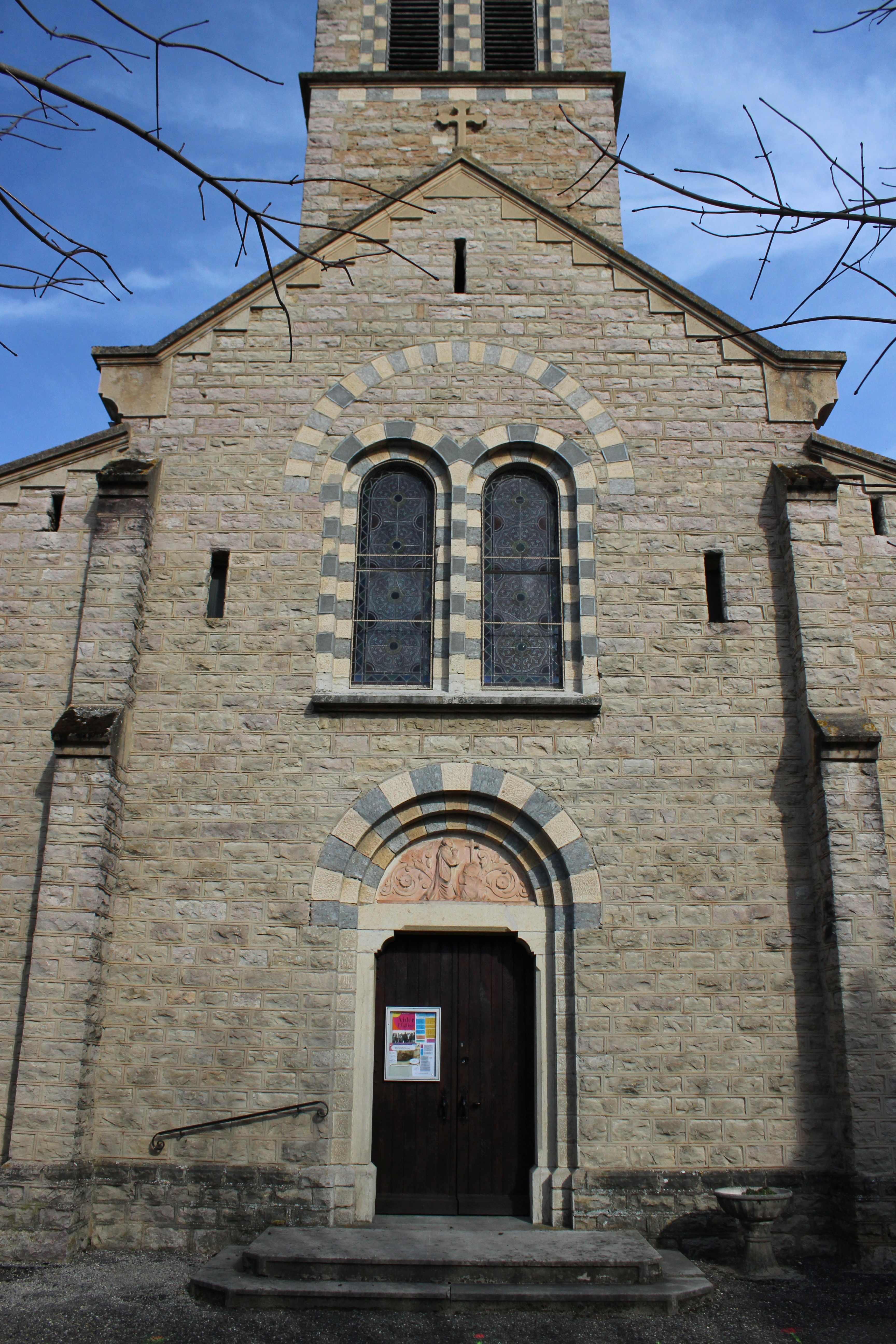
L'église Saint-Blaise.
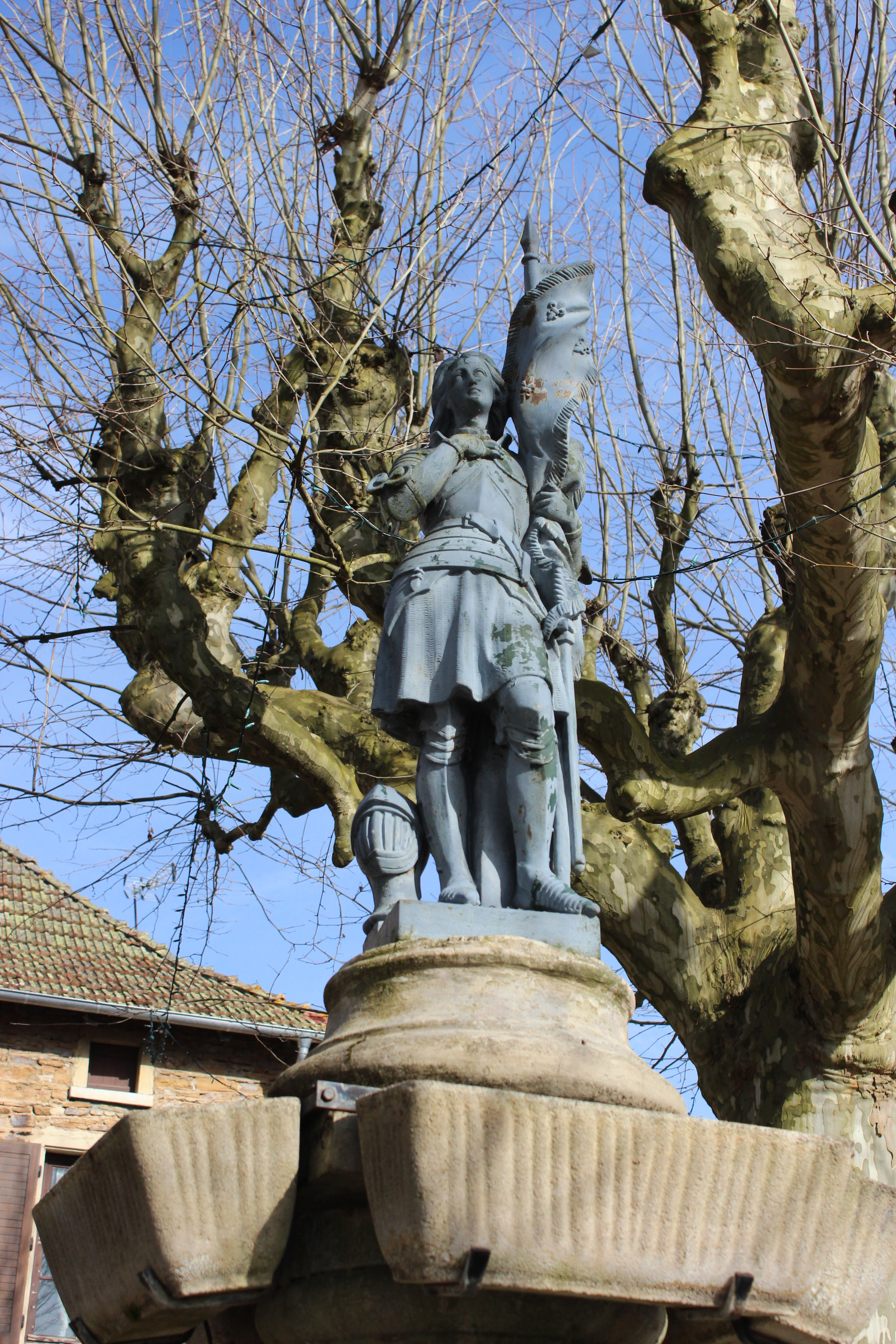
La fontaine.

### Personnalités liées à la commune
- Aymar de Poisieu, dit Capdorat, page et compagnon de Jeanne d'Arc, homme de guerre, deviendra maître d'hôtel de Louis XI.
- Jean-Pierre Goy (1961- ), cascadeur, a grandi dans la région de Chozeau.

### Héraldique
|  | Chozeau possède des armoiries dont l'origine et le blasonnement exact ne sont pas disponibles. |